# Ernst Lodewijk van Pommeren
Ernst Lodewijk (Wolgast, 2 november 1545 – Wolgast, 17 juni 1592) was van 1569 tot zijn dood in 1592 hertog van Pommeren-Wolgast. Ernst Lodewijk was een zoon van hertog Filips I en Maria van Saksen. Hij werd opgevolgd door zijn zoon Filips Julius.

## Huwelijken en kinderen
Ernst Lodewijk trouwde op 20 oktober 1577 met Sophia Hedwig van Brunswijk-Wolfenbüttel (1561–1631), de oudste dochter van hertog Julius van Brunswijk-Wolfenbüttel. Het paar kreeg drie kinderen:
- Hedwig Maria (1579-1606), stierf ongehuwd
- Elisabeth Magdalena (1580-1649), gehuwd met Frederik Kettler, hertog van Koerland en Semgallen
- Filips Julius (1584-1625), hertog van Pommeren-Wolgast